# 黑风峒变乱
黑风峒变乱:497、黑风峒瑶民起义:51是南宋嘉定初年，黑风峒、赤水峒、水口峒、九峰峒、青草峒等峒民（今瑶族先民）发起的非流寇型的叛乱:530。黑风峒首领罗世传和李元砺是主要的叛乱领袖。此次叛乱是南宋峒蠻叛乱中规模较大、影响较深远的一次:35。叛乱波及区域，东西、南北各约五百公里，约十万平方公里区域。至少涉及邵、永、桂阳、衡、郴、潭、连、韶、南雄、南安、赣、吉、汀等十三个州军:530，共四个一级行政区——荊湖南路、江南西路、广南东路、福建路:497。
南宋政府通过招安、围剿、分化、利诱、暗杀等方法，在嘉定四年（1211年）平定叛乱。行政上分设酃、资兴、桂东，确定了此后湖南与江西的省界线:530。

## 名称、诸峒
中华民国作者称为黑风峒变乱:497。中华人民共和国作者多称起义，称黑风峒瑶民起义:51、黑风峒瑶族人民起义:35。或认为涉及汉族，称黑风峒瑶汉农民起义:44。
南宋时，峒是少数民族聚居的山洞，聚居于峒的民众即是峒蠻，是今瑶族、侗族等民族先民。本次变乱涉及黑风峒、赤水峒、水口峒、九峰峒、青草峒等峒，又以黑风峒、赤水峒为祸最烈:497，530。诸峒具体地点有不同说法。黑风峒时属郴州:501、504。时在桂阳县、今桂东县境内:44。有作者认为具体地点在桂东县青山乡彩洞瑶族村。水口峒时属茶陵县:525。青草峒地点有三种说法：一、今炎陵县西南，与资兴市交界的青草砦；二是，资兴市境内，原兴宁县县治南约20公里的青草村；三、汝城县县治东北20公里处的青草峒:506。

## 经过
相关史料中，叛乱领袖罗世传和李元砺皆被称黑风峒寇。依据当时情况，两者本不相同。当代研究者李榮村指，罗世传直属部众为狭义上的黑风峒寇，李元砺等是广义上的黑风峒寇:507。

### 罗世传之乱
相关史料中，有罗世传、罗孟二两个名字，实为一人:506。嘉定元年（1208年）二月，罗世传反。宋廷招安。罗世传反叛原因有数种说法。一是，《宋史·卷四百三十》李燔传，地方官员刺激峒民、军队镇压引发；二是，峒民内部纷争、自杀仇杀，地方官员处理不当引发；三是，徐谊墓志所记，罗世传与叔叔罗时忿争仇杀，地方官员干预不当，罗世传“怒杀飞虎亲兵以叛”:504。

### 李元砺之乱
李元砺所在峒不详，或称他为溪峒集团:503。李元砺反叛、攻打郴州时间在嘉定二年（1209年）九月或十一月:507。